# Jn Anil Louis-Juste
Jn Anil Louis-Juste né le 6 mai 1957 à Ganthier (Haïti) et mort assassiné le 12 janvier 2010 à Port-au-Prince, est un chercheur, auteur et professeur haïtien.

## Biographie
Jn Anil Louis-Juste est né le 6 mai 1957 à Ganthier, une petite ville située à seulement dix-huit kilomètres à l'est de Port-au-Prince, près de la frontière de la République Dominicaine. Il a été assassiné par des tueurs à motos le 12 janvier 2010 à Port-au-Prince, quelques heures avant le tremblement de terre. Après ses études classiques, Louis-Juste a étudié l'agronomie à l'École d'Agriculture et de Médecine Vétérinaire, le Service social à la Faculté des Sciences Humaines de l'Université d'État d'Haïti. Il a étudié le journalisme à Educatel en France (1986-1988). En 2007, Louis-Juste termine sa thèse de doctorat à l' Universidade  Federal de Pernambouco au Brésil.
Louis-Juste a développé le concept de « Grandon-bourgeois » pour designer des personnes qui ont obtenu une grande quantité de terre sous forme de don de l’État au cours du XIXe siècle, faisant d'eux de grands propriétaires terriens. Le grandon n’est pas un paysan qui travaille la terre, même s’il habite à la campagne. Le Grandon travaille indirectement la terre, en recourant à l’achat saisonnier de force de travail, à l’organisation de rente en travail. Louis-Juste a aussi forgé le concept « servo-capitaliste haïtien » pour expliquer la dépendance des grandons-bourgeois au système capitaliste mondial. Dans sa thèse de doctorat Louis-Juste a forgé le concept « Internationale communautaire » pour rendre intelligible l’instrumentalisation des organisations non-gouvernementales par les pays impérialistes[réf. nécessaire] dans le but de reproduire leur domination coloniale dans le Sud global, plus précisément en Haïti. L'international communautaire remet en lumière le rôle hégémonique joué par les institutions depuis les agences des Nations Unies jusqu’aux organisations non-gouvernementales locales et étrangères dans la facilitation des intérêts nationaux des pays étrangers en Haïti en contournant les structures locales d’exploitation et en se rapprochant des intérêts capitalistes. Il a également forgé le concept de «Prince auto-dominé » désignant le rôle privilégié joué par les étudiants dans la structure sociale, mais dominé dans le rapport de classe.
Pour Louis-Juste, la communauté internationale qui est composée des entités telles que l'ONU, le FMI, la Banque mondiale et les ONG ont pour fonction d'assurer une liberté du marché qui accompagne d’une politique dictatoriale qui impose une politique mondialisée qui profite au capital, tout en se cachant sous la rhétorique vide de sens d’une coopération au bénéfice supposé des pays périphériques. Pour Louis-Juste, l’idée de développement est un mot piège, une nouvelle stratégie inventée par les États impérialistes dans le but d’asseoir leur domination culturelle, politique et économique dans le monde, car le dévéloppementalisme a pour objectif de reconquérir sous une autre forme le marché mondial, plus précisément les espaces post-colonisés et esclavagisés. Le développement est basé sur la hiérachichie raciale, la domination et l’exploitation des anciennes colonies avec des nouvelles institutions comme les ONG est un praxis ne fait que fabriquer la dépendance chez les paysans et les opprimés des pays du Sud pour une meilleure reproduction de la domination des États capitalistes des pays du Nord.

## Ses engagements
Tout au long de sa vie, Louis-Juste engageait auprès des classes opprimées. Comme étudiant en agronomie et membre de la Fédération nationale des étudiants haïtiens, il participe à la grève contre la répression du Dictateur Jean-Claude Duvalier «Baby Doc». Il était très présent dans les manifestations ouvrières qui réclamaient l'augmentation salariale et de bonne condition de travail. Louis-Juste était très présent dans la lutte pour la reforme de l'Université d'État d'Haïti. Comme professeur, il était très actif dans les débats autour de l’orientation de la réforme de l’UEH. Louis-Juste était aussi membre du Kolektif Kont FMI (Collectif contre le FMI) créé en 1995 contre la politique du FMI et la réforme néolibérale du gouvernement Aristide.
Dans le milieu rural haïtien, Louis-Juste était aussi très présent au côté  des petits paysans qui réclamait la terre pour travailler. Il était animateur dans l'organisation paysan Tèt Kole Ti peyiçan Ayisyen (TK), le Mouvement Paysan Papaye (MPP).
Louis-Juste participait également à la mise en place de plusieurs organisations de gauche en Haïti, dont le Mouvman Demokratik Popilè, le Cercle d’Etudes en Littérature Gramscienne, du Sendika Travayè Anseyan Inivèsitè Ayiti, de l’Asosyasyon Kominikatè ak Kominikatèz Popilè et de l’Asosyasyon Inivèsitè ak Inivèsitèz Desalinyèn dans laquelle il a milité activement jusqu’à son assassinat.

## Publications
(décembre 2024).
- Louis-Juste, J.A. (1997). Sociologie de l’animation de Papaye. Port-au-Prince; Faculté des sciences humaines.
- Louis-Juste, J.A.(2009). Guide d’analyse et méthodique de documents en sciences humaines. Port-au-Prince, Impressions KOPIRAPID.
- Louis-Juste, J.A. (2003). De la crise de l’éducation à l’éducation de la crise. Port-au-Prince, Haïti; Presses de l’Imprimeur II
- Louis-Juste, J. A. (2009). La société civile à l’épreuve de la lutte des classes en Haïti , KOPIRAPID
- Lwijis , J. ( 1993) Entè OPD: kalfou pwojè, Bibliothèque nationale d'Haïti, Pòtoprens
- Lwijis, J ( 1997) Masak Jan Rabèl; defi ak pari, Sant rechèch edikasyon pou yon devlòpman altènatif CREDA.

### Contribution dans les revues
- Louis-Juste, J.A. (2008). Travail Social et Sciences Humaines: Rapports épistémologiques ou ontologiques? ASID, Port-au-Prince.
- Louis-Juste, J.A. (2008). Desalin: Premye jeneral anti-liberal nan limanite. Revue ASID. # 4
- Louis-Juste, J.A. (2008). «Quand un philosophe haïtien entend liquider la liberté pleine sous prétexte d’harmonisation entre l’autonomie et le bien commun,», in Pou yon Inivèsite Lib ak Demokratik, ASID # 2, Port-au-Prince.
- Louis-Juste, J.A. ( Juin 1987).Question agraire et les revendications paysannes actuelles, PAPDA/OXFAM.
- Louis-Juste, J. A. (2009). ONG; ki gouvènman ou ye? Revue kaye Pwogresis, # 2, ASID, Port-au-Prince